# Arzamas
Arzamas è una città della Russia europea centro-orientale, situata nella parte meridionale dell'oblast' di Nižnij Novgorod sul fiume Tëša, 112 chilometri a sud del capoluogo Nižnij Novgorod. La città dipende amministrativamente direttamente dall'oblast', ed è il capoluogo amministrativo del rajon Arzamasskij.
Fondata nel 1578 come fortezza, fu dichiarata città da Caterina II nel 1781.

## Società

### Evoluzione demografica
Fonte: mojgorod.ru
| 1897   | 1939    | 1959    | 1970    |
| ------ | ------- | ------- | ------- |
| 10 600 | 25 800  | 41 500  | 67 000  |
| 1979   | 1989    | 2002    | 2008    |
| 93 300 | 108 951 | 109 432 | 106 100 |

## Galleria d'immagini

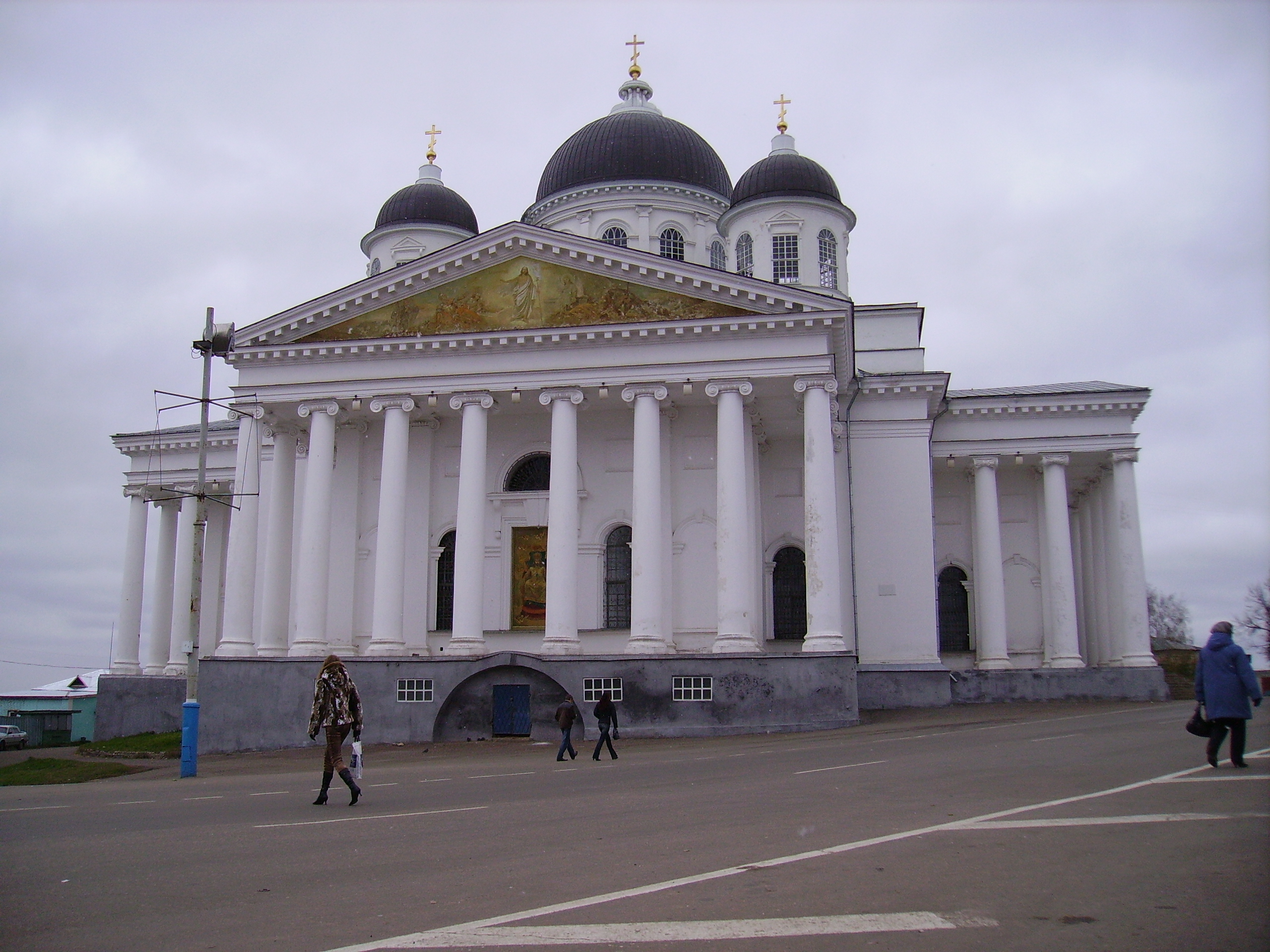
La Cattedrale della Resurrezione.
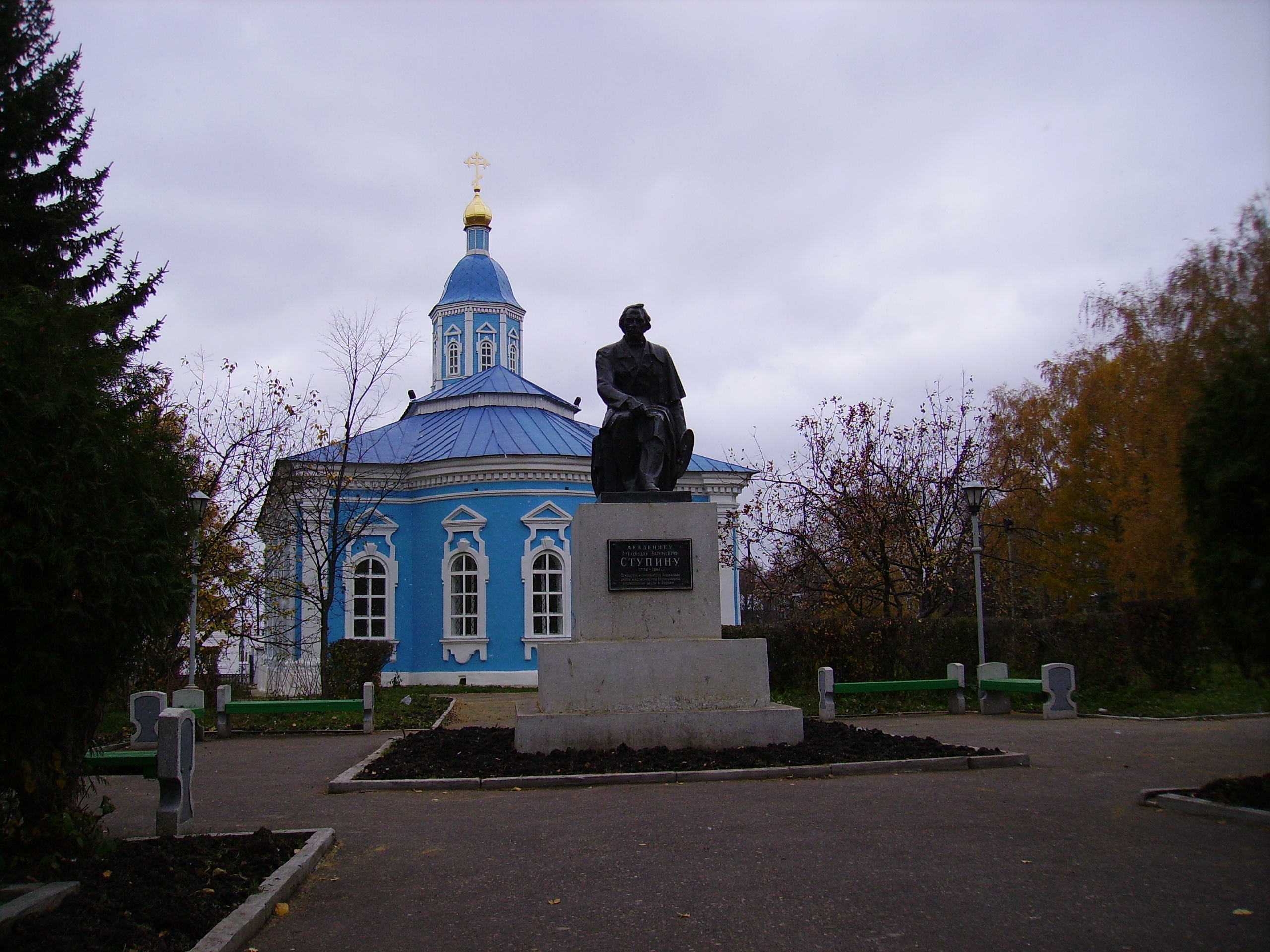
Monumento ad Aleksandr Stupin.
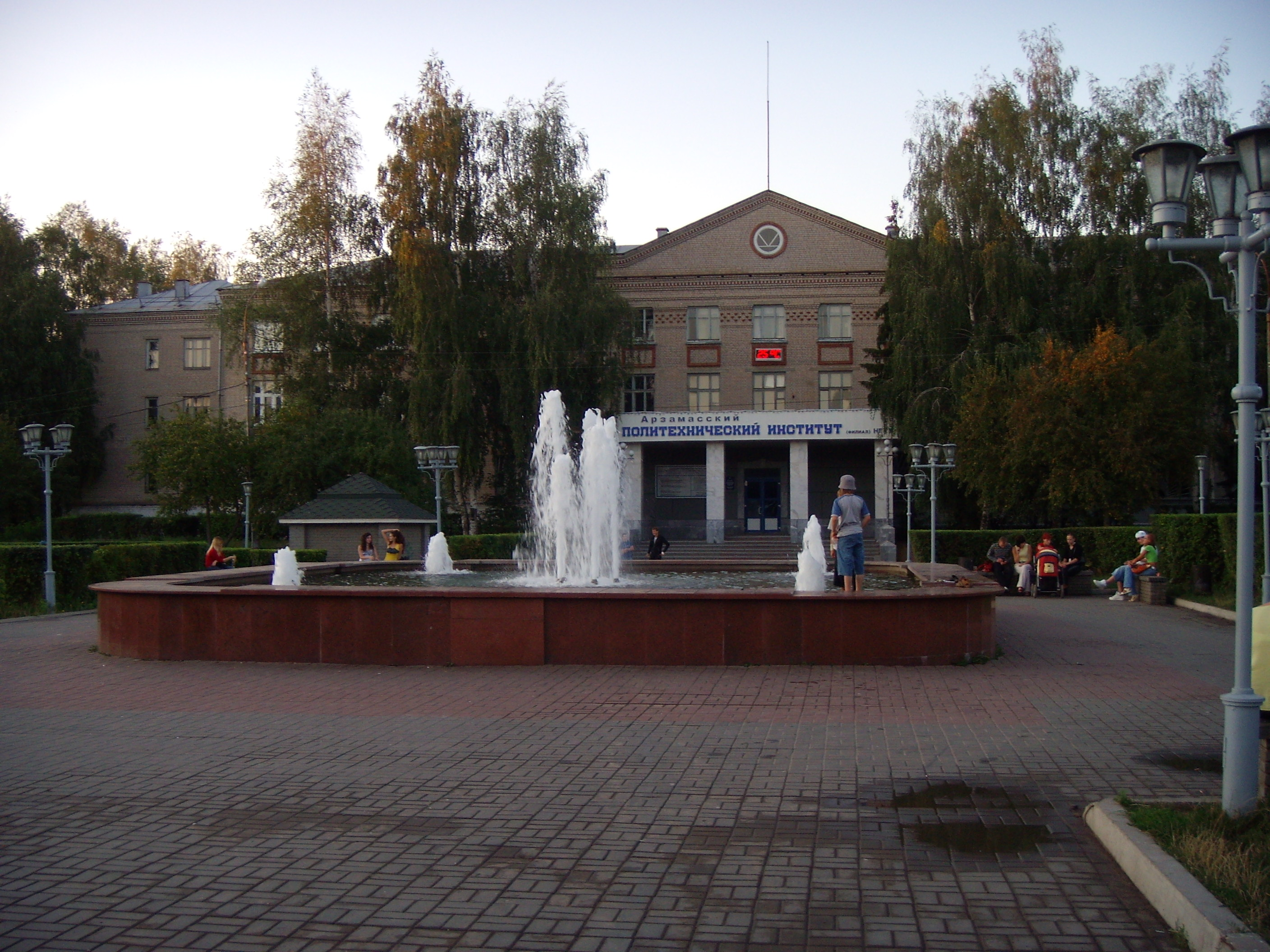
Il politecnico della città.